# Лэрд, Питер
Питер Алан Лэрд (англ. Peter Alan Laird; род. 27 января 1954, Беркшир, Массачусетс) — американский художник комиксов, продюсер, сценарист, актёр. Вместе с Кевином Истменом является одним из создателей вселенной Черепашек-ниндзя.

## Биография
Питер Алан Лэрд родился в Норт-Адамсе, Массачусетс, 27 января 1954. Его интерес к рисованию наметился ещё в ранние годы, его тянуло к динозаврам, роботам и прочим созданиям эксцентричной природы. После окончания средней школы и под влиянием работ Джека Кирби «Новые Боги», «Демон», и прочих, а также «Конана» Барри Смита, его увлечение приобрело серьёзный характер.
В 1976 году окончив Массачусетский Университет с дипломом художника, Питер вошел в профессиональный мир с искренним желанием стать свободным иллюстратором и автором комиксов. В дань уважения к «Конану», Лэрд нарисовал свой комикс, который назывался «Barbaric Fantasy». Также он был соавтором и распространителем независимого ежемесячного комикса «Scat». После пяти лет его отчаянной борьбы за достижение своей цели, мало-помалу продвигаясь вперед, жизнь Лэрда преобразилась благодаря двум значительным событиям, произошедшим с ним с интервалом в один год.

## Знакомство с Кевином Истменом
В 1983 году Лэрд знакомится с Кевином Истменом, а затем он встретил свою будущую жену и писательницу, Джаннин Аткинс. Жене Лэрда необходимо было пройти обучение в аспирантуре в другом городе. Так что они переехали в Довер, штат Нью-Гемпшир, расположенный в двадцати милях от городка Огунквит, где Кевин работал в морском ресторане. Вскоре после заселения Джаннин и Питера на арендуемую квартиру их сосед по дому съехал, что позволило Истмену заселиться к ним и помогать в оплате за съём. Именно там они и придумали Подростков Мутантов Ниндзя Черепашек. После создания Студии «Mirage» летом 1983-го, Питер и Кевин принялись за создание полноценного комикса 

## Другие работы
Лэрд является основателем некоммерческой организации «Xeric Foundation». 50 % зарабатываемых ей денег идет в помощь молодым авторам комиксов, желающим опубликовать свои работы, другая половина уходит на благотворительность. Ей уже больше десяти лет, и за это время организация помогла в целом более чем на 1,2 миллиона долларов.
Позже Питер начал работу над графической комикс-новеллой в паре с Джимом Лоусоном, называемой «Planet Racers». Эта футуристическая серия рассказывает о мотогонщиках, путешествовавших через галактики, пока навигационный компьютер не потерпел крушение, оставив героев вдали от цивилизации. Также Лэрд принимал участие в работе над комиксом Дэна Бергера «Gutwallow: The Gingerbread Man».

## Увлечения
В моменты, не связанные с рептилиями-мутантами, Питер получает удовольствие от коллекционирования игрушек, фигурок динозавров (особенно Трицератопсов) и езды на мотоциклах с Лоусоном и Фарли, устраивает лесные прогулки с женой и собакой, изучает чудесную компьютерную графику.[значимость факта?]

## Личная жизнь
У Питера Лэрда есть дочь.

## Фильмография
Актёр
- Черепашки навсегда 2009

Продюсер
- Черепашки-ниндзя 2012
- Черепашки-ниндзя 2007

Сценарист
- Черепашки-ниндзя 2012
- Черепашки навсегда 2009
- Черепашки-ниндзя 2007
- Мутанты черепашки ниндзя. Новые приключения 2003 (Мультсериал)
- Черепашки Ниндзя: Новая мутация 1997
- Черепашки-ниндзя 3 1993
- Черепашки-ниндзя 2: Тайна изумрудного зелья 1991
- Черепашки ниндзя: Планета черепашек 1991
- Черепашки ниндзя: Музыкальный тур 1990
- Черепашки-ниндзя 1990
- Черепашки-ниндзя 1987 (Мультсериал)